# Fanling
Fan Ling, Fanling of Fan Leng is een gebied in North District, New Territories, Hongkong. Het lokale plattelandscomité vertegenwoordigt de dorpsbelangen.
De naam Fan Ling is een afkorting van Fan Pik Leng (粉壁嶺), een berggebied in de omgeving. Fan Ling maakt deel uit van Fan Ling-Sheung Shui New Town, een geplande woongebied dat ontwikkeld werd eind 20e eeuw. Luen Wo Hui (聯和墟), een martkplaats, was het eerste teken van verstedelijking van Fanling. Ook Wo Hop Shek (和合石), dat vlak bij een begraafplaats ligt, is een belangrijk centrum geweest. De bevolking van Fan Ling blijft groeien. Er zijn de laatste jaren vele flats gebouwd. Behalve sociale woningen zijn er ook koopwoningen.
Fanling maakt deel uit van Fanling-Sheung Shui New Town. Bijna alles is nieuwbouw, van het oude centrum bestaat onder andere nog de voormalige overdekte markt vlak achter het station.
In Fan Ling ligt de Hong Kong Golf Club, tot 1996 de Royal Hong Kong Golf Club. Deze werd door dertien enthousiastelingen in 1889 opgericht. Het Hong Kong Open wordt hier sinds 1959 gespeeld. Het baanrecord staat op naam van Nick Faldo. Hij maakte in 1990 een ronde van 62 tijdens de eerste Johnnie Walker Classic.
Buiten het centrum van Fanling zijn zevenentwintig dorpen van autochtone Hongkongers.

## Aangrenzende gebieden
| Aangrenzende gebieden | Aangrenzende gebieden | Aangrenzende gebieden | Aangrenzende gebieden | Aangrenzende gebieden |
| --------------------- | --------------------- | --------------------- | --------------------- | --------------------- |
| Sheung Shui           |                       |                       |                       |                       |
|                       |                       |                       |                       |                       |
|                       |                       |                       |                       |                       |
|                       |                       |                       |                       |                       |
|                       |                       |                       |                       | Tai Po                |

## Voorzieningen
In Fanling zijn vijfentwintig peuterspeelzalen te vinden, waarvan grotendeels christelijk zijn. Verder zijn er twaalf basisscholen en dertien middelbare scholen in het gebied.

## Bezienswaardig
- Tianhoutempel van Fan Ling met klokken uit de 17de eeuw
- Fung Ying Seen Koon

## Oud en Nieuw

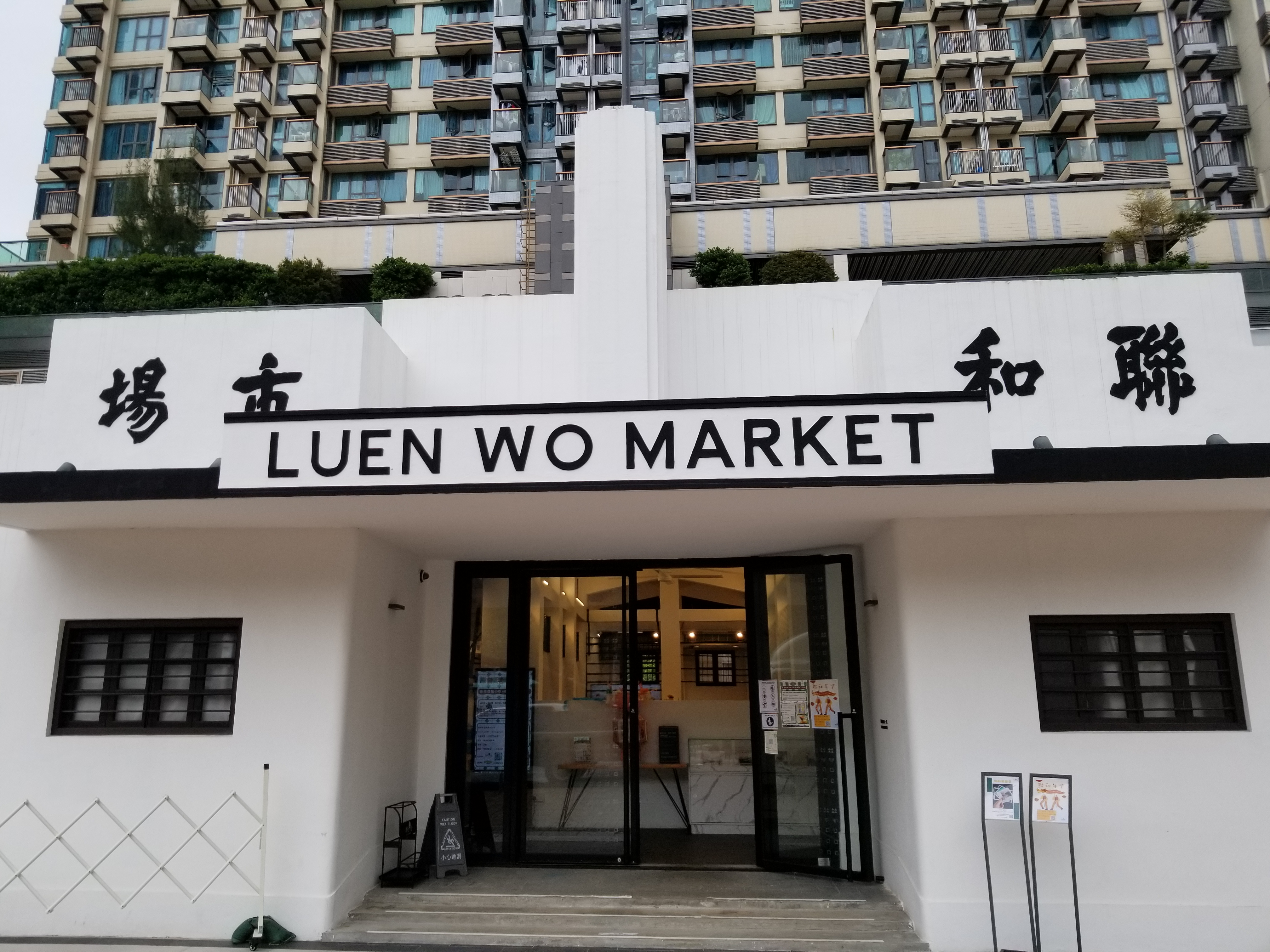
Oude markt
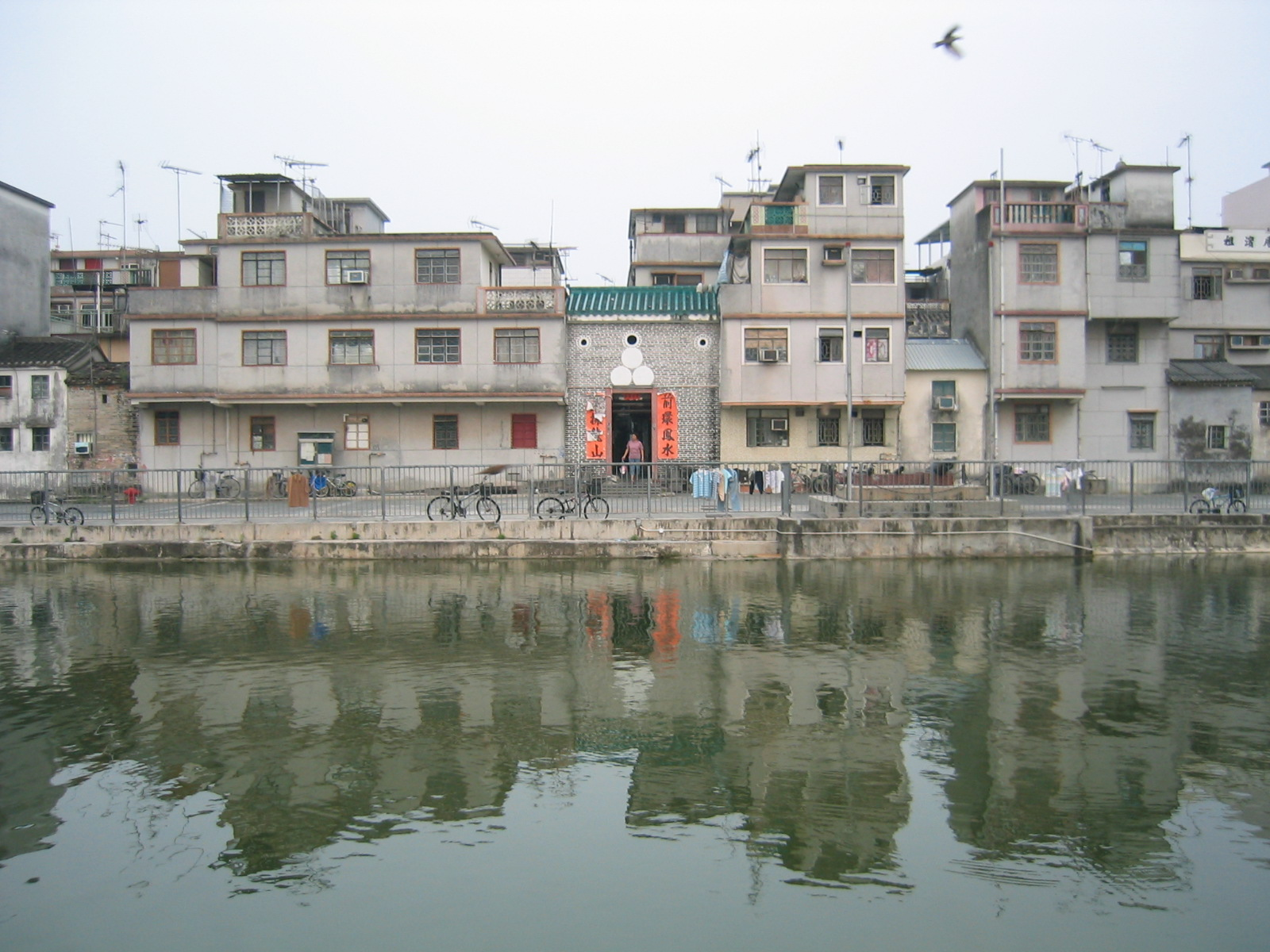
Ommuurde stad
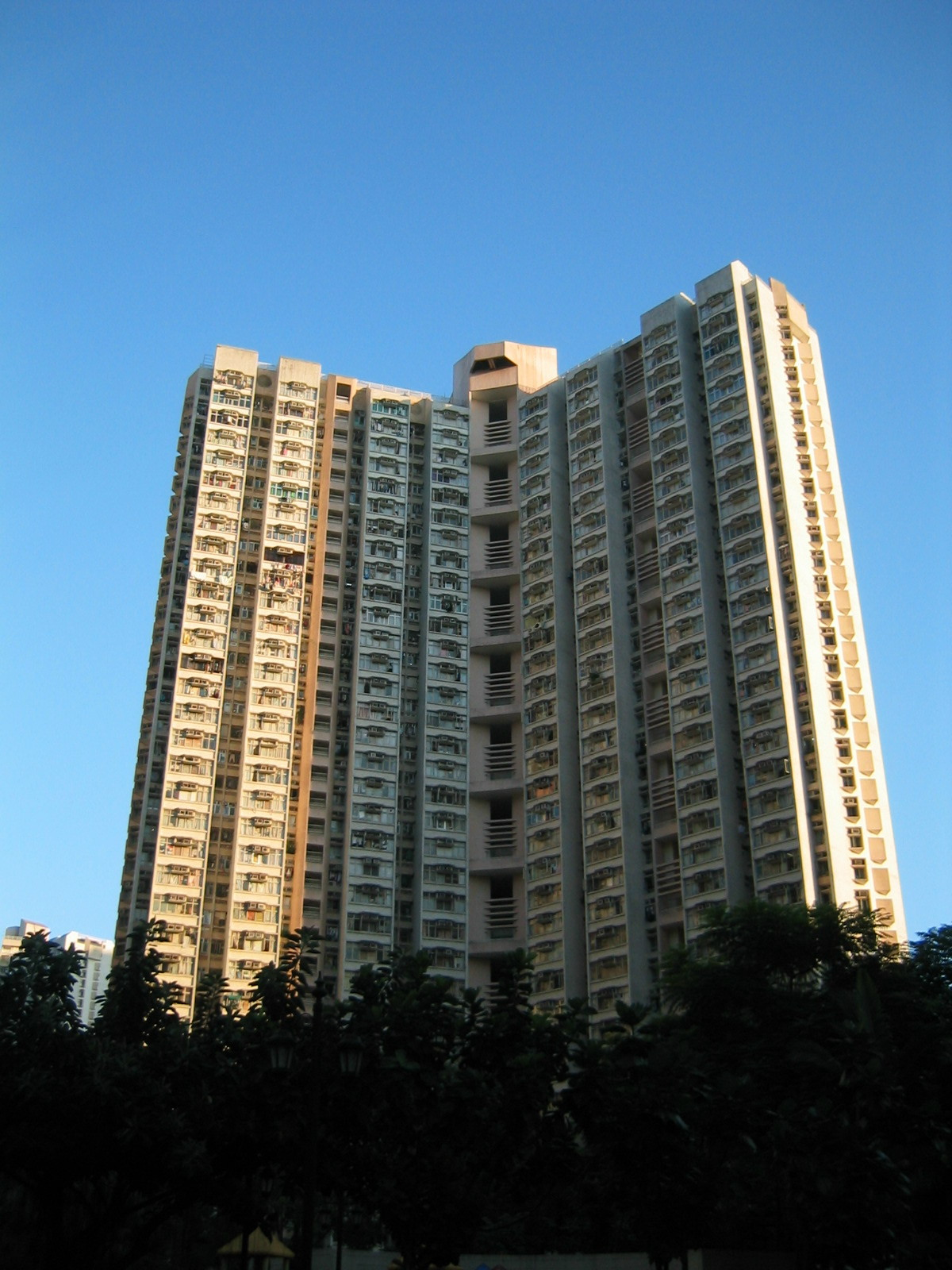
Woonblok
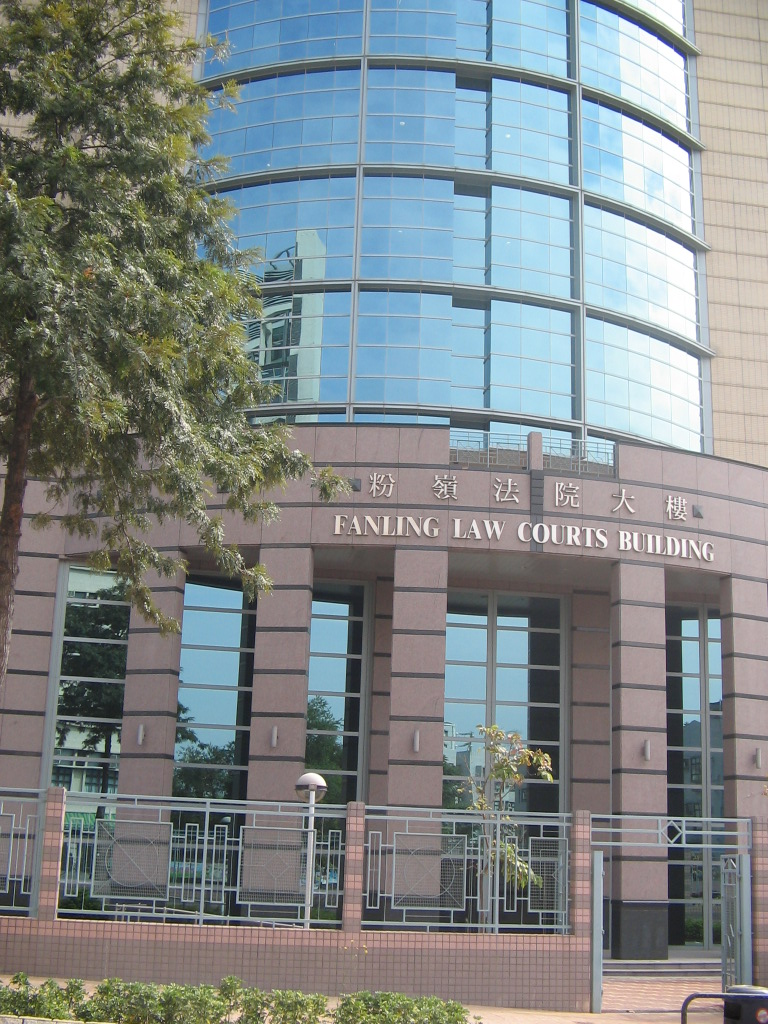
Rechtbank